# Азия (линейный корабль, 1810)
«Азия» — парусный 74-пушечный линейный корабль Черноморского флота Российской империи.

## Описание корабля
Один из одиннадцати парусных линейных кораблей типа «Анапа», строившихся в Николаеве и Херсоне с 1806 по 1818 год. Длина корабля составляла 54,9 метра, ширина по сведениям из различных источников от 14,5 до 14,7 метра, а осадка от 6,6 до 6,8 метра. Артиллерийское вооружение корабля состояло из 74 орудий.

## История службы
Корабль «Азия» был заложен в Херсоне и после спуска на воду в 1810 году вошёл в состав Черноморского флота и перешёл в Севастополь.
Принимал участие в русско-турецкой войне. С 27 июня по 15 августа  1811 года выходил в крейсерство в район Варна к мысу Калиакра для поиска турецкого флота в составе эскадры вице-адмирала P. P. Галла. Получив известие, что турецкий флот в полной готовности стоит в Босфоре, эскадра осталась в крейсерстве между Варной и Босфором. 
В июле и августе 1812 года перевозил войска из Севастополя в Одессу.
В составе эскадры находился в практическом плавании в Чёрном море в 1814 году, после чего в море не выходил, находился в Севастопольском порту.
В 1825 году «Азия» разобран.

## Командиры корабля
Командирами линейного корабля «Азия» в разное время служили:
- М. Е. Снаксарев (1810 год);
- И. Я. Бакман (1811 год);
- Г. Г. Белли (1812—1813 годы);
- Т. Мессер (1814 год);
- И. В. Винклер (1819—1825 год).